# Copa Interamericana 1988
La Copa Interamericana 1988 est la 11e édition de la Copa Interamericana. Cet affrontement oppose le club uruguayen du Nacional Montevideo, vainqueur de la Copa Libertadores 1988 au Club Deportivo Olimpia, club hondurien vainqueur de la Coupe des champions de la CONCACAF 1988.
Les rencontres ont lieu le 5 mars 1989 et le 25 mars 1989.
Le Nacional Montevideo remportent cette onzième édition (la deuxième pour le club) sur le score cumulé de 5-1.

## Contexte
Le Club Deportivo Olimpia remporte la Coupe des champions de la CONCACAF 1988 en disposant en finale du Defence Force (2-0 et 2-0). C'est la deuxième coupe des champions de la CONCACAF gagnée par le club. L'Olimpia a disputé l'édition 1972 de la Copa Intermericana. Elle s'est alors inclinée face au CA Independiente.
Le Nacional Montevideo se qualifie en gagnant la Copa Libertadores 1988 contre les Newell's Old Boys (0-1 et 3-0). C'est la troisième Copa Libertadores gagnée par le club après 1971 et 1980. Par ailleurs, le Nacional compte déjà une victoire (édition 1971) et une défaite (édition 1980) en Copa Interamericana.

## Match aller
| 5 mars 1989 | Club Deportivo Olimpia | 1 - 1 | Nacional Montevideo | Estadio Tiburcio Carias Andino, Tegucigalpa           |                                                       |
|             | Rivera 66e (pen.)      |       | 17e Fonseca         | Spectateurs : 45 000 Arbitrage : Arturo Brizio Carter | Spectateurs : 45 000 Arbitrage : Arturo Brizio Carter |
|             | Rapport                |       |                     | Spectateurs : 45 000 Arbitrage : Arturo Brizio Carter | Spectateurs : 45 000 Arbitrage : Arturo Brizio Carter |

| Club Deportivo Olimpia : |                            |
| Gardien de but           | Belarmino Rivera           |
| D                        | Daniel Zapata              |
| D                        | Alejandro Ruiz             |
| D                        | Danilo Galindo (en)        |
| M                        | Rudy Alberto Williams (en) |
| M                        | Antonio Hernández          |
| M                        | Espinoza                   |
| M                        | Vicente Viera              |
| A                        | Juan Flores                |
| A                        | Juan Carlos Contreras      |
| A                        | Ángel Flores               |
| Entraîneur :             |                            |
| Estanislao Malinowski    |                            |

| Nacional Montevideo : |                             |     |
| Gardien de but        | Jorge Seré                  |     |
| D                     | Tony Gómez                  |     |
| D                     | Daniel Felipe Revelez       |     |
| D                     | Hugo de León                |     |
| D                     | Carlos Soca (en)            |     |
| M                     | Jorge Daniel Cardaccio (en) |     |
| M                     | Santiago Ostolaza           |     |
| M                     | William Castro              |     |
| A                     | Luis Noé                    |     |
| A                     | Daniel Fonseca              |     |
| A                     | Jacinto Cabrera             | 31e |
| Remplaçants :         |                             |     |
| M                     | Héctor Morán                | 31e |
| Entraîneur :          |                             |     |
| Héctor Núñez          |                             |     |

## Match retour
| 25 mars 1989 | Nacional Montevideo                            | 4 - 0 | Club Deportivo Olimpia | Stade Centenario, Montevideo                 |                                              |
|              | Fonseca 17e · Ostolaza 23e · Noé 57e · Noé 85e |       |                        | Spectateurs : 38 000 Arbitrage : Abel Gnecco | Spectateurs : 38 000 Arbitrage : Abel Gnecco |
|              | Rapport                                        |       |                        | Spectateurs : 38 000 Arbitrage : Abel Gnecco | Spectateurs : 38 000 Arbitrage : Abel Gnecco |

| Nacional Montevideo : |                             |     |
| Gardien de but        | Jorge Seré                  |     |
| D                     | Tony Gómez                  |     |
| D                     | Daniel Felipe Revelez       |     |
| D                     | Hugo de León                |     |
| D                     | José Pintos Saldanha        | 54e |
| M                     | Jorge Daniel Cardaccio (en) |     |
| M                     | Santiago Ostolaza           |     |
| M                     | William Castro              |     |
| A                     | Luis Noé                    |     |
| A                     | Daniel Fonseca              |     |
| A                     | Jacinto Cabrera             | 71e |
| Remplaçants :         |                             |     |
| D                     | Carlos Soca (en)            | 54e |
| M                     | José Enrique Peña (es)      | 71e |
| Entraîneur :          |                             |     |
| Héctor Núñez          |                             |     |

| Club Deportivo Olimpia : |                       |     |
| Gardien de but           | Belarmino Rivera      |     |
| D                        | Daniel Zapata         |     |
| D                        | Alejandro Ruiz        |     |
| D                        | Danilo Galindo (en)   |     |
| D                        | Darío Mejía           |     |
| M                        | Antonio Hernández     |     |
| M                        | Espinoza              |     |
| M                        | Fernando Tovar        | 65e |
| A                        | Juan Carlos Contreras | 54e |
| A                        | Juan Flores           |     |
| A                        | Eugenio Dolmo Flores  |     |
| Remplaçants :            |                       |     |
| A                        | Javier Flores         | 54e |
| A                        | Alex Pineda Chacón    | 65e |
| Entraîneur :             |                       |     |
| Estanislao Malinowski    |                       |     |